# Nagatsuki (tàu khu trục Nhật) (1926)
Nagatsuki (tiếng Nhật: 長月) là một tàu khu trục hạng nhất thuộc lớp Mutsuki của Hải quân Đế quốc Nhật Bản, bao gồm mười hai chiếc được chế tạo sau Chiến tranh Thế giới thứ nhất. Được xem là tiên tiến vào lúc đó, những con tàu này đã phục vụ như những tàu khu trục hàng đầu của Nhật trong những năm 1930, nhưng được xem là đã lạc hậu vào lúc Chiến tranh Thái Bình Dương nổ ra; dù sao lớp Mutsuki vẫn được giữ lại ở tuyến đầu nhờ tầm xa hoạt động và kiểu ngư lôi mạnh mẽ mà chúng được trang bị. Nagatsuki đã tham gia nhiều hoạt động khác nhau cho đến khi bị mất ngày 7 tháng 7 năm 1943 gần Kolombangara.

## Thiết kế và chế tạo
Việc chế tạo lớp tàu khu trục Mutsuki được chấp thuận như một phần của chương trình phát triển Hải quân Đế quốc Nhật Bản sau khi Hiệp ước Hải quân Washington có hiệu lực, và chúng được đặt hàng trong năm tài chính 1923. Lớp tàu này là một phiên bản nối tiếp và cải biến dựa trên các lớp tàu khu trục lớp Minekaze và Kamikaze trước đó, vốn chia sẻ nhiều đặc tính thiết kế chung. Nagatsuki được đặt lườn tại xưởng đóng tàu Ishikawajima ở Tokyo vào ngày 16 tháng 4 năm 1925, được hạ thủy vào ngày 6 tháng 10 năm 1926 và được đưa ra hoạt động vào ngày 30 tháng 4 năm 1927. Thoạt tiên chỉ được gọi đơn giản là "Tàu khu trục số 30" (第三十号駆逐艦, Dai-30-Gō Kuchikukan), nó được đổi tên thành Nagatsuki vào ngày 1 tháng 8 năm 1928.

## Lịch sử hoạt động
Vào cuối những năm 1930, Nagatsuki tham gia các hoạt động trong cuộc Chiến tranh Trung-Nhật, hỗ trợ những cuộc đổ bộ lực lượng Nhật Bản lên khu vực Trung và Nam Trung Quốc và tham gia xâm chiếm Đông Dương.
Vào lúc xảy ra cuộc tấn công Trân Châu Cảng, Nagatsuki nằm trong thành phần Hải đội Khu trục 22 thuộc Phân hạm đội Khu trục 5 của Hạm đội 3 Hải quân Đế quốc Nhật Bản, và được bố trí từ Quân khu Bảo vệ Mako tại quần đảo Pescadores trong thành phần của lực lượng Nhật Bản tham gia trận Philippines, trong đó nó giúp hỗ trợ cho cuộc đổ bộ của lực lượng Nhật Bản lên vịnh Lingayen và tại Aparri. Trong khi ở lại vịnh Lingayen, Nagatsuki bị hư hại nhẹ bởi các cuộc tấn công bắn phá của máy bay thuộc Không lực Lục quân Hoa Kỳ, làm một người chết và năm người bị thương.
Vào đầu năm 1942, Nagatsuki được phân công hộ tống các đoàn tàu vận tải đi đến Singora, Malaya và Đông Dương cũng như đến Java vào tháng 2. Từ ngày 10 tháng 3 năm 1942, Nagatsuki cùng Phân hạm đội Khu trục 5 được bố trí về Hạm đội Khu vực Đông Nam hộ tống các đoàn tàu vận tải từ Singapore đến to Penang và Rangoon. Nó quay trở về Xưởng hải quân Sasebo để sửa chữa vào ngày 19 tháng 9, rồi lại gia nhập hạm đội vào ngày 9 tháng 11, tiếp nối các nhiệm vụ hộ tống.

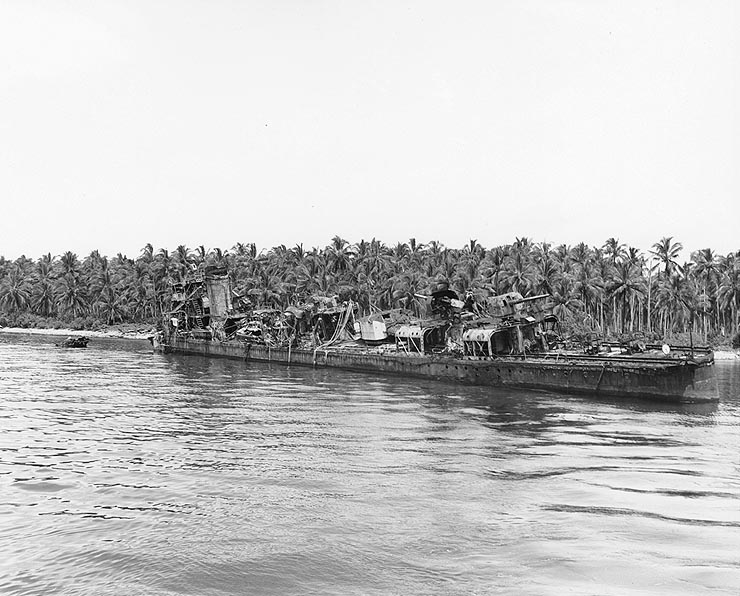
Lườn tàu bị phá hủy của Nagatsuki tại Kolombangara, ảnh chụp ngày 8 tháng 5 năm 1944.

Vào cuối tháng 1 năm 1943, Nagatsuki hộ tống chiếc tàu chở thủy phi cơ Kamikawa Maru từ Sasebo đi ngang qua Truk và Rabaul để đến Shortland, và ở lại đó trong suốt tháng 2 để bảo vệ cho cuộc triệt thoái lực lượng Nhật Bản trú đóng trên đảo Guadalcanal, cũng như để hộ tống các đoàn tàu vận tải đi đến Palau, Wewak và Rabaul. Nagatsuki được phân về Hạm đội 8 Hải quân Đế quốc Nhật Bản đặt căn cứ tại Rabaul vào ngày 25 tháng 2 năm 1943, và được phân công nhiều chuyến đi "Tốc hành Tokyo" vận chuyển binh lính trong suốt khu vực quần đảo Solomon cho đến cuối tháng 6, đặc biệt là đến Kolombangara và Tuluvu. Vào ngày 4-5 tháng 7, trong một chuyến đi đến Kolombangara, Nagatsuki đã đụng độ với tàu khu trục Mỹ USS Strong, và đã giúp đánh chìm nó bằng ngư lôi.
Tuy nhiên, vào ngày hôm sau, trong trận chiến vịnh Kula, Nagatsuki bị bắn trúng một phát đạn pháo 152 mm (6 inch). Chỉ huy của nó, Thiếu tá Hải quân Tameo Furukawa, cho mắc cạn con tàu gần cảng Bambari, tọa độ 08°02′N 157°12′Đ / 8,033°N 157,2°Đ thuộc Kolombangara, để đổ bộ binh lính. Sau đó, mặc dù có sự trợ giúp của tàu khu trục chị em Satsuki, nó vẫn không thế nào nổi trở lại được; nên nó bị máy bay Đồng Minh tấn công và phá hủy vào ngày hôm sau 6 tháng 7. Thủy thủ đoàn bị tổn thất với tám người chết và mười ba người bị thương, nhưng những người còn sống sót sau đó đã đi bộ đến được căn cứ của Lục quân Nhật tại Vila thuộc Kolombangara.
Nagatsuki được rút khỏi danh sách Đăng bạ Hải quân vào ngày 1 tháng 10 năm 1943.

## Danh sách thuyền trưởng
- Trung tá Chuzo Takeyama (sĩ quan trang bị trưởng): 1 tháng 12 năm 1926 - 30 tháng 4 năm 1927
- Trung tá Chuzo Takeyama: 30 tháng 4 năm 1927 - 15 tháng 11 năm 1927
- Trung tá Ei Kashiwagi: 15 tháng 11 năm 1927 - 1 tháng 12 năm 1930
- Thiếu tá Yasuji Hirai: 1 tháng 12 năm 1930 - 2 tháng 11 năm 1931
- Lực lượng dự bị: 2 tháng 11 năm 1931 - 15 tháng 11 năm 1933
- Thiếu tá Yuji Yamada: 15 tháng 11 năm 1933 - 15 tháng 5 năm 1934
- Thiếu tá Jo Tanaka: 15 tháng 5 năm 1934 - 15 tháng 11 năm 1934
- Thiếu tá Tameichi Hara: 15 tháng 11 năm 1934 - 12 tháng 12 năm 1936
- Thiếu tá Kenma Isogu: 12 tháng 12 năm 1936 - 1 tháng 12 năm 1937
- Thiếu tá Kiyoshi Kaneda: 1 tháng 12 năm 1937 - 15 tháng 10 năm 1939
- Thiếu tá Moritarou Tsukamoto: 15 tháng 10 năm 1939 - 25 tháng 1 năm 1940
- Thiếu tá Buichi Ashida: 25 tháng 1 năm 1940 - 15 tháng 10 năm 1940
- Thiếu tá Kazuo Shibayama: 15 tháng 10 năm 1940 - 15 tháng 4 năm 1942
- Thiếu tá Kanehumi Ninokata: 15 tháng 4 năm 1942 - 1 tháng 6 năm 1943
- Thiếu tá Tameo Furukawa: 1 tháng 6 năm 1943 - 6 tháng 7 năm 1943